# Леса
Лѐза (Лѐса, Рѐза) е върховен бог-създател и гръмовержец при бантуезичните народи в тропическа Африка – в обширни райони от Замбия и Зимбабве (биса, вемба, ила, каонде, луба, субия, тонга и др.). Бог е и на дъжда. Образът е силно повлиян от исляма и християнството. Съответства на бог Лиса в Западна Африка. 
Леза живее на небето, а неговото проявление на Земята е във вид на дъжд, гръмотевици и светкавици. Според митовете гръмотевиците са неговия глас, а звездите са очите му. В легендите на народа ила се твърди, че светкавиците представляват блясъка на погледа му когато е ядосан. Ако богът реши да слезе на земята се извива силна буря. А посредници между Леза и хората са духовете-предци на племената. Според представите на народите биса и вема, душите на починалите, преминавайки в света на духовете, отиват при Леза.
Според митологията на каонде Леза е бог-гръмовержец, демиург и постепенно придобива качества на културен герой. Той е създател и на първите хора – Мулонга и Муинамбузи. В началото те били безполови и нямали репродуктивни органи. Чувствали се нещастни и затова Мулонга отишъл при Леза да го помоли за помощ. Богът му дал два малки вързопа – един за него и един за Муинамбузи. Поръчал му когато двамата си легнат, всеки да сложи своя подарък между краката си. Мулонга тръгнал да се връща, но пътят бил много дълъг и той скоро се изморил. Легнал да си почине, но преди това изпълнил поръката на Леза, поставил своя пакет на посоченото място и заспал. Когато се събудил с изненада забелязал новите органи, които се появили на тялото му – Мулонга бил превърнат в мъж. Тръгнал отново на път, носейки вързопа за своя другар. Но по пътя му се сторило, че от пакета се носи неприятна миризма и решил, че съдържанието му вече се е развалило. Понеже и доста му тежал, Мулонга решил да го изхвърли. Когато се върнал вкъщи, Муинамбузи веднага забелязал разликата. Изслушал историята, но в разказа си Мулонга не казал нищо за втория вързоп. Тогава Муинамбузи също отишъл при Леза, който дал и на него пакет като подарък. След като изпълнила инструкциите и се събудила, тя открила, че вече е жена. Мулонга и Муинамбузи започнали да изпитват желание един към друг, живели дълго и имали много деца. Но Леза не забравил лъжата на Мулонга. Заради нея той наказал всички бъдещи мъже, когато искат да се оженят, да откупват жената с богати дарове за семейството ѝ. 
Според друг вариант на мита за създаването на човека и човешкия род, след като създал Мулонга и Муинамбузи като мъж и жена, Леза изпратил при тях птица, която им носела три калабаша (съдове от плод, подобен на тиква). В две от тях се намирали семена от полезни растения, а в третата – смърт, болести и хищни зверове. Той забранил на птицата да отваря съдовете и я изпратил веднага да ги даде на хората. Птицата обаче нарушила забраната, отворила третия съд и по земята плъзнали болести и смърт. Леза наказал виновницата, а след това научил хората как да се бранят от дивите животни, да строят къщи, да щавят кожи, до получават огън чрез триене, да произвеждат оръдия на труда и т.н. Въвел и обичая на брачния откуп, който мъжът трябва да заплати на семейството на младоженката. 